# Sœurs ministres des malades de saint Camille
Les sœurs ministres des malades de saint Camille (en latin : Institutum Sororum Infirmis Ministrantium) sont une congrégation religieuse féminine hospitalière de droit pontifical.

## Historique
Après la mort prématurée de son mari et son fils, Marie-Dominique Brun Barbantini (1789-1868) décide de se consacrer entièrement aux soins des malades, le 3 avril 1819, avec quelques compagnons, elle commence la pieuse union de la charité approuvée par l'archevêque Filippo Sardi.
Le 15 août 1841, avec l'approbation de Mgr Stefanelli, l'union pieuse se transforme en une congrégation religieuse sous le nom de sœurs infirmières oblates sous la protection de la Très Sainte Vierge des Douleurs et saint Camille.
La mère Brun Barbantini se place sous la direction spirituelle d'Antonio Scalabrini, religieux camillien, et le 27 janvier 1842, les sœurs infirmières oblates obtiennent l'agrégation à l'ordre des Clercs réguliers pour les malades. 
L'institut reçoit du pape Pie IX le décret de louange le 23 mars 1852 et l'approbation finale le 1er décembre 1929. 

## Activités et diffusion
Les sœurs œuvrent dans les hôpitaux, les maisons de retraite et maisons de soins infirmiers, elles font la promotion de l'éducation sanitaire de base et travaillent pour la réhabilitation des toxicomanes.
Elles sont présentes en : 
- Europe : Italie.
- Amérique : Brésil.
- Afrique : Kenya.
- Asie : Philippines, Taïwan, Thaïlande.

La maison généralice est à Rome. 
En 2017, la congrégation comptait 291 sœurs dans 43 maisons.